# Ambt Montfort

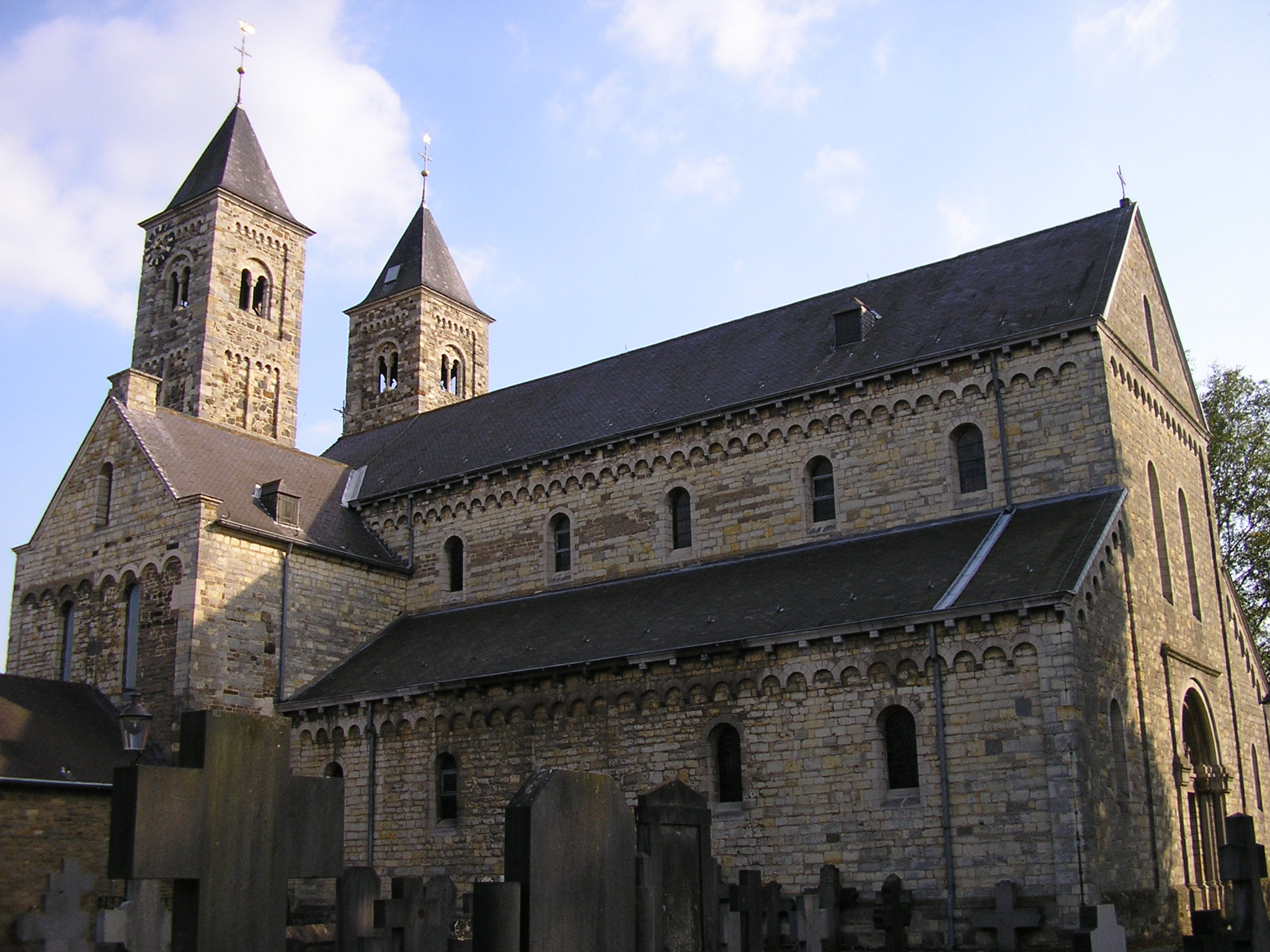
Sint Odiliënberg-basilikan.

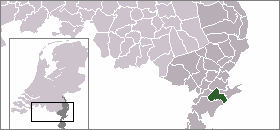
Ambt Montforts läge.

Ambt Montfort är en historisk kommun i provinsen Limburg i Nederländerna. Kommunens totala area är 44,28 km² (där 0,16 km² är vatten) och invånarantalet är på 10 933 invånare (2005).